# 프루덴셜 센터
프루덴셜 센터(영어: Prudential Center)는 뉴저지주 뉴어크에 위치한 실내 경기장이다. 현재 NHL 뉴저지 데블스의 홈경기장으로 사용하고 있으며 과거 NBA 뉴저지 네츠의 홈경기장으로 사용했고 WNBA 뉴욕 리버티의 임시 홈경기장으로 사용했으며 2016년과 2017년에는 세계 최대급 K-POP 축제인 KCON이 이 경기장에서 2년 연속으로 개최되었다.

## 같이 보기
- 레드불 아레나 (뉴저지주)
- 분류:뉴어크 (뉴저지주)의 문화